# Oamaru
Oamaru (en maorí: Te Oha-a-Maru) es la localidad más poblada de Otago del Norte en la Isla Sur de Nueva Zelanda, y es el pueblo más importante en el Distrito de Waitaki. Se encuentra a 80 kilómetros al sur de Timaru y 120 kilómetros al norte de Dunedin, sobre la costa del Pacífico, y está conectada con ambas a través de la Ruta Estatal 1 y el Ferrocarril Principal del Sur.
El nombre Oamaru proviene de las palabras maoríes que significan "el lugar de Maru" (véase también Timaru). La identidad de Maru aún sigue siendo un misterio.

## Historia
Existen importantes sitios arqueológicos en los alrededores de Oamaru. Los que se encuentran en la desembocadura del río Waitaki y en Awamoa son de la etapa arcaica de la cultura maorí (cazadores de Moas), cuando la población humana de Nueva Zelanda se encontraba en la costa sureste a partir del 1100 AD. La desembocadura del río Waitaki tenía por lo menos 1.200 hornos. La primera excavación arqueológica de Nueva Zelanda tuvo lugar en Awamoa, cuando W.B.D. Mantell excavó allí en la Navidad de 1847 y en 1852. También hay otros sitios arcaicos más pequeños en Cape Wanbrow y en Beach Road en el centro de Oamaru. El peculiar arte de los refugios de piedra del Valle de Waitaki data de este periodo - algunas de estas obras se creen fueron realizadas por los ocupantes de estos refugios. La región también cuenta con sitios clásicos y protohistóricos, anteriores al 1500 AD, en Tamahaerewhenua, Tekorotuaheka, Te Punamaru, Papakaio y Kakanui.
Las leyendas maoríes cuentan que el antiguo pueblo de Kahui Tipua construyó una canoa, llamada Arai Te Uru, con la cual zarparon desde el sur de Nueva Zelanda en dirección de la ancestral tierra polinesia, Hawaiki, para obtener kumara. A su regreso quedó anegada en la desembocadura del río Waitaki, perdió las canastas de comida en la playa de Moeraki y terminó hundiéndose en Matakaea (Shag Point) en donde se convirtió en Danger Reef. Luego del naufragio, un miembro de la tripulación, Pahihiwitahi, en su búsqueda por agua, descubrió el río Waitaki, pero al regresar al sur y no poder volver al lugar del naufragio antes del amanecer se convirtió en una colina en Shag Valley. Académicos modernos han concluido que esta historia es una explicación alegórica del hecho que kumara no puede crecer al sur de la Península de Banks.
El 20 de febrero de 1770, el Capitán James Cook a bordo del Endeavour llegó a una posición muy cercana a la desembocadura del Waitaki y "a unas 3 millas de las costa" según su diario. Dio que la tierra "aquí es muy baja y plana y continúa siéndolo hasta la base de las colinas que se encuentra a unas 4 o 5 millas tierra adentro. Todo el campo se ve infertil, y tampoco vimos señales de ningún habitante". Se quedó en esta parte de la costa por uatro días. Sydney Parkinson, el artista de la expedición, describió lo que parecía ser Cape Wanbrow, en Oamaru. El 20 de febrero escribió "...estábamos cerca de la tierra, la cual a simple vista era muy agradable. Las colinas tenían un altura moderada, con planicies que se extendían desde ellas por una larga distancia, bordeadas por un acantilado perpendicular al costado del mar".
Los Maorí vivían en el área, y cazadores de focas visitaron la costa en 1814. El manuscrito de Creed, descubierto en 2003, registró lo siguiente:
Algunas de las personas [del lugar] se habían absentado para ir a una expedición de festín para encontrarse con un grupo grande de Taumutu, Akaroa, Orawenua. Estaban regresando. El bote [de los cazadores de focas] siguió hacia el Bluff 8 millas al norte de Moeraki, en donde desembarcaron y acomodaron su bote - y se echaron a dormir en su bote. A la noche en Pukuheke, padre de Te More, fue hacia el bote, los encontró dormidos y regresó a donde los otros Nativos al sur del Bluff. Fueron con 100 [hombres] matando a 5 europeos y comiéndoselos. Dos de los siete escaparon en la oscuridad de la noche y corrieron hasta Goodwood, Bobby's Head, después de viajar por dos días y noches.
El grupo de Pukeheke mató y se comió a estos también. El Pākehā, un grupo del Matilda (Capitán Fowler), bajo el mando del primer oficial Robert Brown junto a otros dos europeos y cinco lascares, haciendo ocho en total, y no siete como indica el manuscrito. Habían sido en un bote abierto desde la Isla Stewart en búsqueda de un grupo de lascares fugitivos. Brown debió haber tenido sus razones para buscarlos en la costa del norte de Otago.
Luego de que Te Rauparaha saqueara el gran asentamiento fortificado de pa en Kaiapoi cerca de la actual Christchurch en 1831, los refugiados viajaron al sur y obtuvieron autorización para asentarse en Kakaunui, y el territorio entre Pukeuri y Waianakarua, incluyendo la ubicación de la actual mancha urbana de Omaru, se convirtió en su tierra.

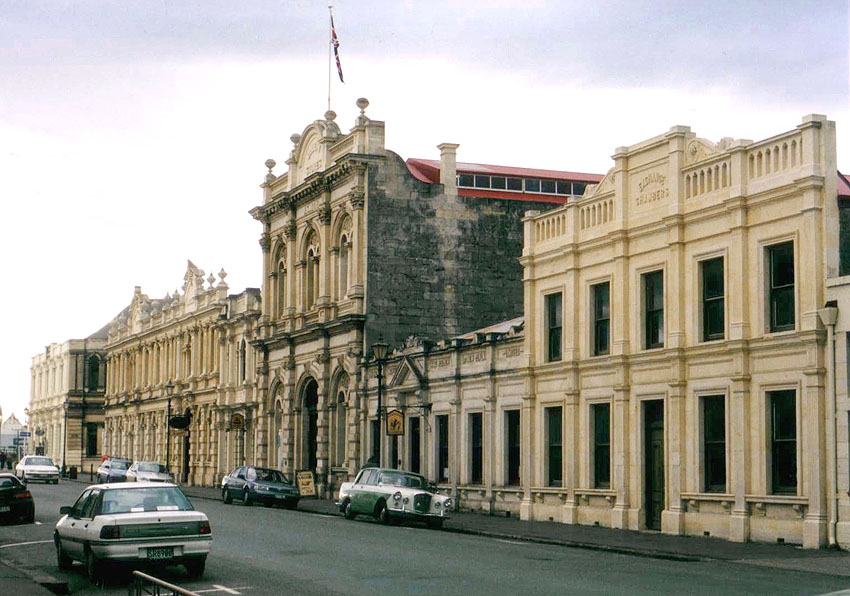
Parte del distrito histórico de Oamaru.

Barcos balleneros vistaron esta parte de la costa ocasionalmente en los años 1830. El 1 de diciembre de 1839, por ejemplo, se reportó que el Capitán Chester a bordo del Jason, probablemente de New London en Estados Unidos, estuvo en "Otago Bluff" al sur de Kakanui con 2.500 barriles de aceite.
Edward Shortland visitó el área en 1844, viniendo por tierra desde Waikouaiti. El 9 de enero escribió "Hasta el día de hoy hemos segudio un camino a lo largo de un precipio poco profundo, algunas veces a lo largo de la playa, hasta que llegamos al punto Oamaru, en donde seguimos en dirección de tierra adentro y cruzamos una cadena de colinas de baja altura, de las cuales pudimos observar una gran llanura... Al final de la tarde, ascendimos una cadena de colinas llamada Pukeuri, separando esta planicie de otra incluso más grande. El cielo estaba tan sorprendentemente despejado que, desde el punto más alto del sendero Moeraki era claramente visible..." Elaboró un mapa y ubicó a Oamaru allí. Fue uno de varios europeos en pasar por el área a pie en los años 1840. James Saunders se convirtió en el primer residente europeo del distrito poco después de 1850 cuando se mudó al lugar para comerciar con los Maorí que vivían en la desembocadura del río Waitaki.

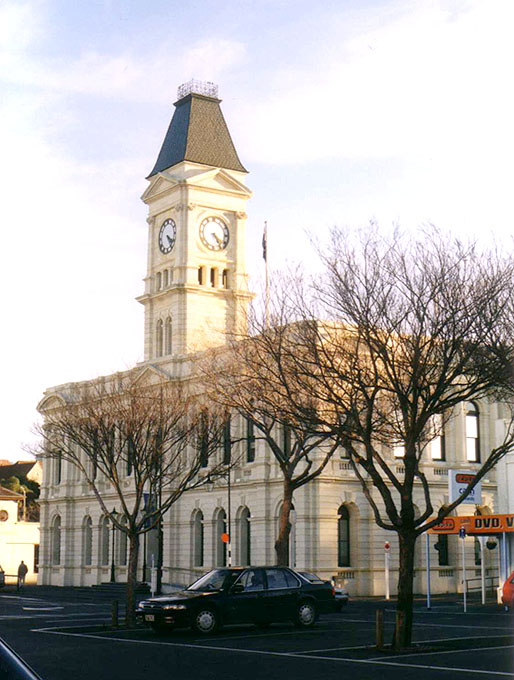
Waitaki District Council building, Thames Street, Oamaru

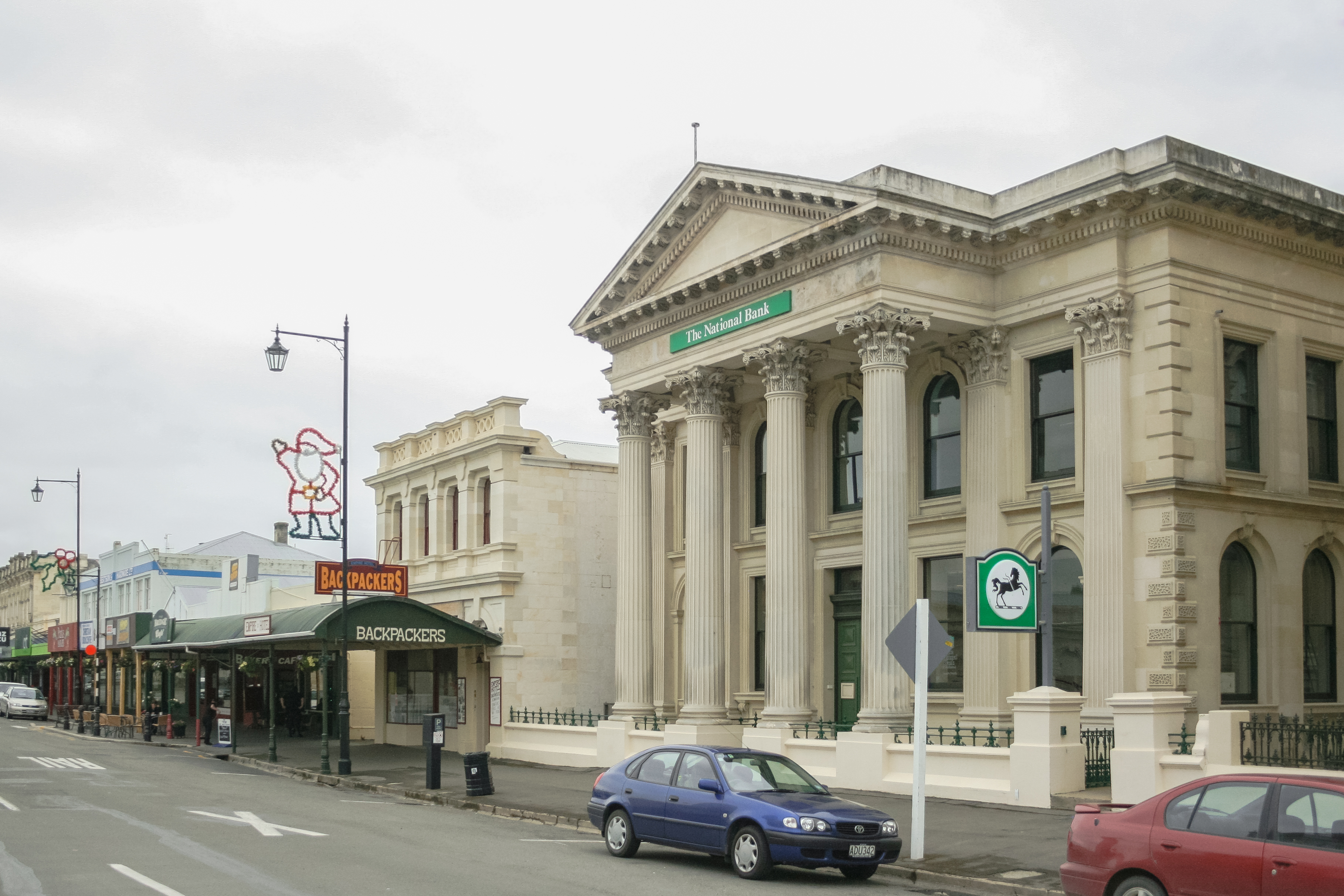
Banco Nacional en Oamaru.

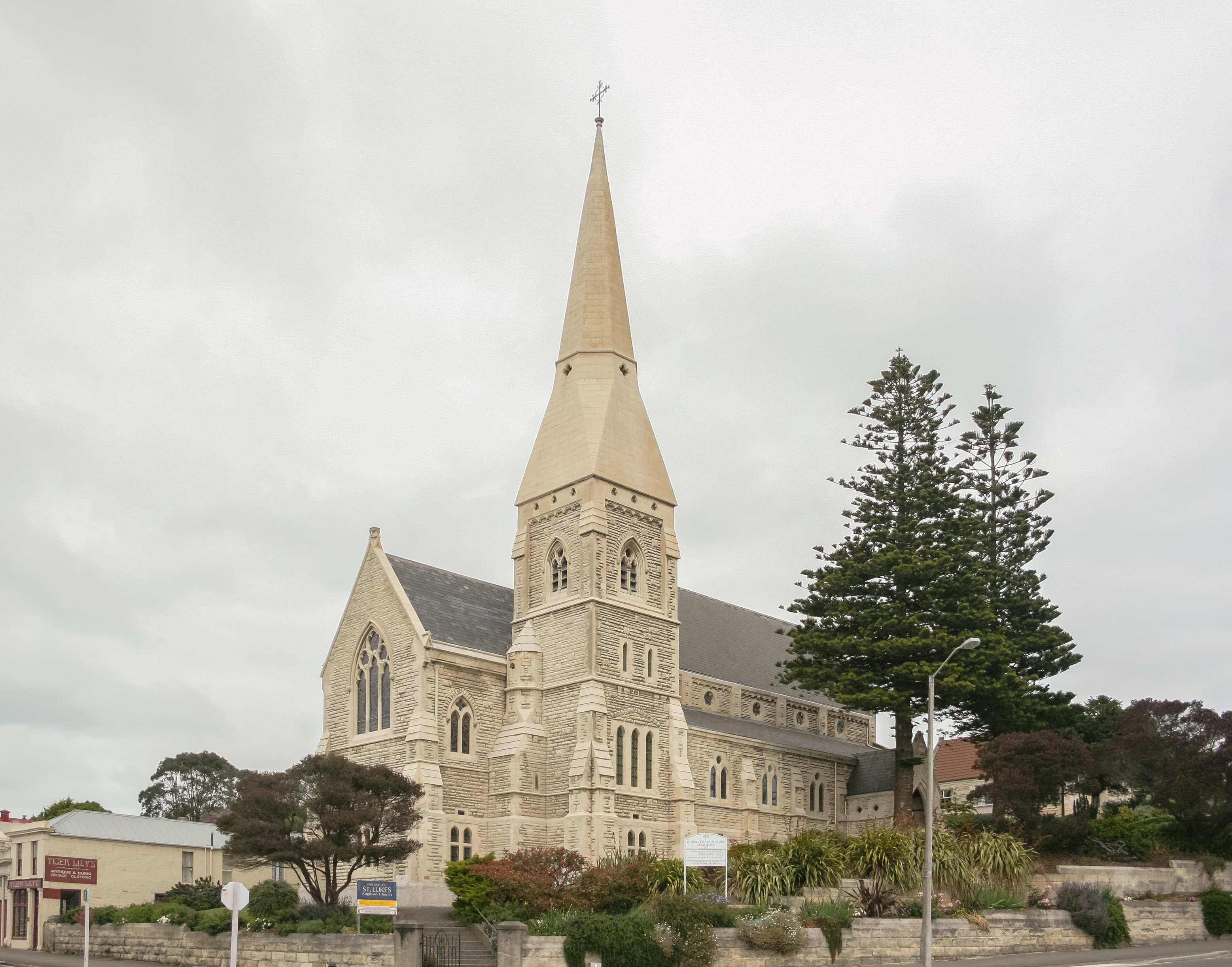
Iglesia Anglicana de San Luque.

Más colonos europeos llegaron a la región de Oamaru en los años 1850. Hugh Robinson construyó y vivió en una choza cerca del Arroyo Oamaru en 1853 mientras establecía su estación ovejera. J.T. Thomson midió la zona para el establecimiento de un pueblo en 1859, y el gobierno provincial de Otago declaró que había "cientos" de personas allí el 30 de noviembre de 1860. El pueblo creció como un centro de abastecimiento para las tierras agrícolas y ganaderas entre las Montañas Kakanui y el río Waitaki, y rápidamente se convirtió en un puerto importante, comenzando con la construcción de un rompeolas en 1871. Por muchos años hubo un puerto comercial y de pesca bajo Cape Wanbrow en Friendly Bay.
Con el desarrollo del pastoralismo y dado que la industria de carne congelada asociada a éste tiene sus orígenes históricos en Nueva Zelanda justo al sur de la localidad en Totara, Oamaru prosperó. Instituciones como el Athenaeum y las Escuelas Secundarias de Waitaki para niños y su contraparte para niñas comenzaron a aparecer. La abundante piedra caliza de la zona (Piedra Oamaru) resultó ser buena para talladores y diseñadores talentosos, como Thomas Forrester (1838-1907) y su hijo J.M. Forrester (1865-1965). Para cuando llegó la depresión de los años 1880, Oamaru ya se había convertido en el "pueblo mejor construido más vendido de Australasia".
 Un factor importante en la casi bancarrota de Oamaru fue la "Borough water race" (carrera por el agua del borough), completada tres años después de su construcción en 1880. Este proyecto de ingeniería remplazó la anteriormente deficiente fuente de agua (obtenida de los arroyos locales) con abundante agua pura (y energía para maquinaria que requería agua para funcionar) del río Waitaki y llevaba agua en un canal abierto por casi 50 km a través de terreno montañoso desde Kurow hasta el reservorio de Oamaru.
El desarrollo del pueblo se hizo más lento, pero la población continuó hasta los años 1970. Con el cierre del puerto y la letárgica situación de la economía de Nueva Zelanda Oamaru se encontró en una mala situación. Como respuesta a esto, el pueblo comenzó a reinventarse y se convirtió en un uno de los primeros pueblos en Nueva Zelanda en aprovechar su herencia colonial para el desarrollo económico.
Un museo de arte público, la Forurester Gallery (cuyo primer conservador fue Thomas Forrester en 1882), abrió en 1983 en el edificio neoclásico de R.A. Lawson del Banco de Nueva Gales del Sur. También se restauraron varios otros edificios. El Oamaru Whitestone Civic Trust fue creado, y se comenzó a restaurar el precinto histórico al lado del puerto, tal vez el área urbana más atmosférica de Nueva Zelanda. Para principios del siglo 21, la industria basada en la "herencia" de Oamaru se había convertido en algo muy visible.

## Medios
El Oamaru Mail, publicado de lunes a viernes, tiene sus oficinas en Oamaru al igual que The Oamaru Telegram que es publicado los martes y el Waitaki Herald que es publicado los miércoles y viernes. El pueblo está dentro del rango de cobertura de Radio Dunedin y dentro del área de cobertura del Otago Daily Times, con sede en Dunedin. Oamaru tiene su propia estación de televisión comunitaria, "45 South Television", la cual transmite desde Cape Wanbrow en el Canal 41 UHF.

## Transporte

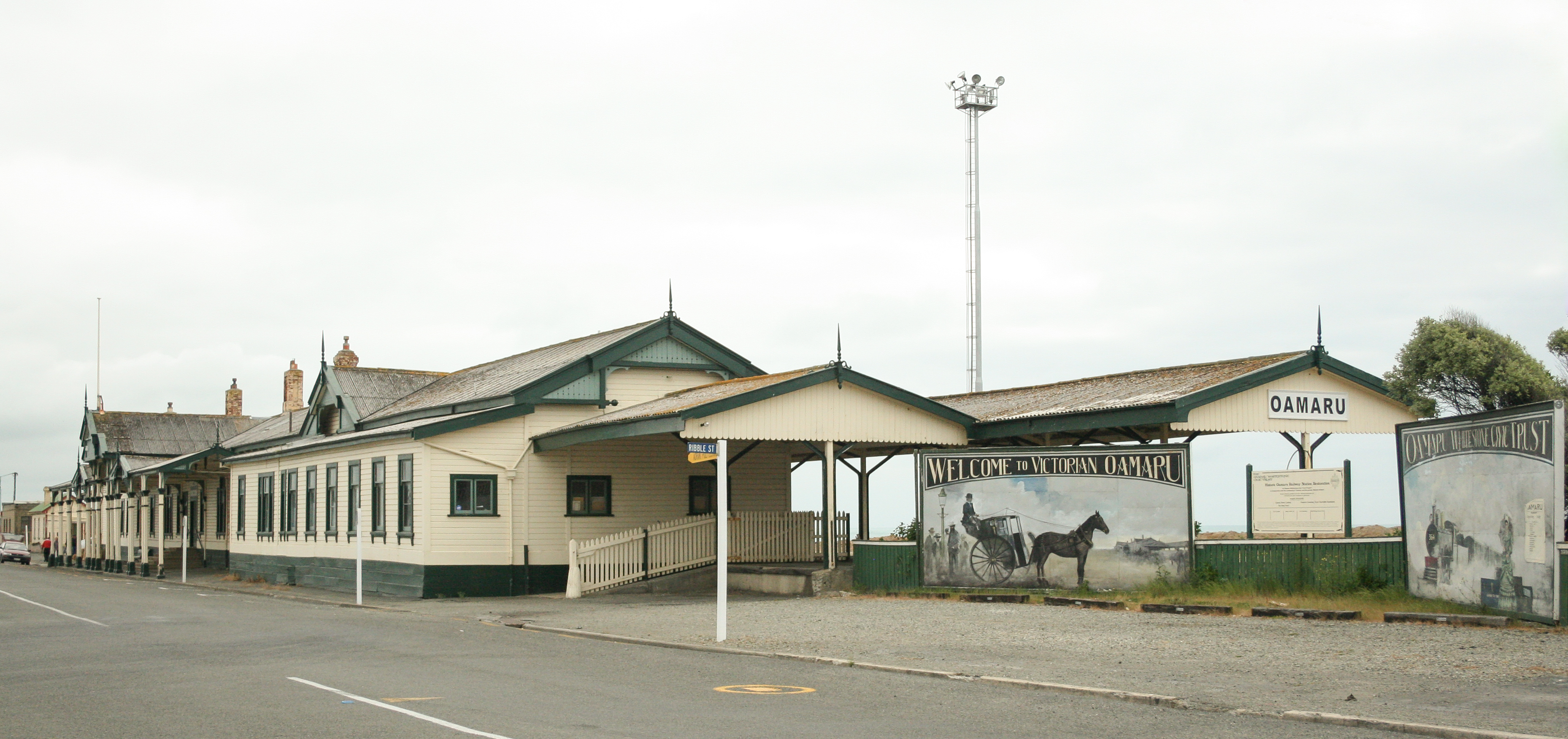
Estación de FF.CC.

Oamaru será el destino final del Alps to Ocean Cycle Trail, una ruta de ciclismo que se extiende desde el Monte Cook. Existe un aeropuerto a 20 km al norte del pueblo en Pururi, pero aún no existen vuelos programados para el Aeropuerto Oamaru.
Oamaru está conectada al norte con Christchurch y al sur con Dunedin a través de la Carretera Estatal 1 (SH 1S).

## Educación
Existen tres escuelas secundarias en Oamaru.
La Waitaki Boy's High School es una escuela secundaria para varones ubicada en la zona norte de Oamaru. Fue fundada en 1883 y para 2012 contaba con un poco menos de 500 estudiantes.
La Waitaki Girls' High School es una escuela secundaria estatal para niñas. Fue fundada en 1887, y actualmente cuenta con un poco más de 400 estudiantes entre 13 y 18 años. También cuenta con un internado en donde viven unas 50 niñas, incluyendo a estudiantes internacionales y tutores.
St. Kevin's College, Oamaru es una escuela coeducacional católica integrada con el estado con servicios de tradicionales y de internado.
St Joseph's School fue fundada por las Hermanas Dominicanas y los Hermanos Cristianos. Es la única escuela primaria católica en Otago del Norte. Para el año 2012 contaba con un poco más de 200 estudiantes hasta el curso 8.º. Actualmente la escuela es operada y administrada exclusivamente por laicos.